# New Cross

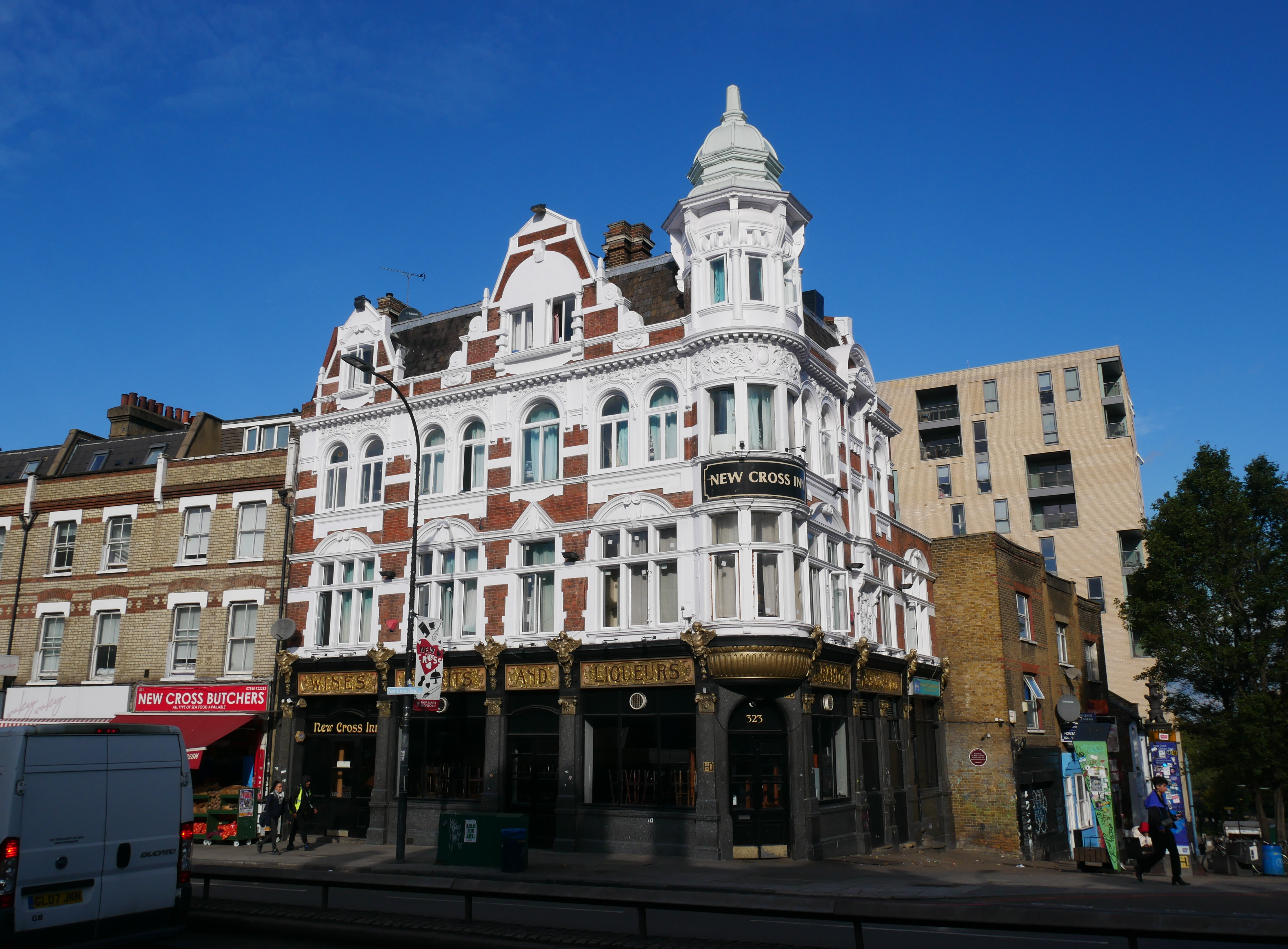
O "New Cross Inn".

New Cross é uma área no sudeste de Londres, Inglaterra, 4,5 milhas (7,2 km) a sudeste de Charing Cross, no bairro londrino de Lewisham e no distrito de código postal SE14, com 15.756 habitantes segundo o censo de 2011. New Cross fica perto de St Johns, Telegraph Hill, Nunhead, Peckham, Brockley, Deptford e Greenwich, e abriga Goldsmiths, University of London, Haberdashers' Hatcham College e Addey and Stanhope School.
O New Cross Gate, a oeste de New Cross, recebeu o nome do pedágio de New Cross, estabelecido em 1718 pelo New Cross Turnpike Trust. É a localização da estação New Cross e da estação New Cross Gate. New Cross Gate corresponde à mansão e distrito anteriormente conhecido como Hatcham.

## História
A área era originalmente conhecida como Hatcham (o nome persiste no título das paróquias anglicanas de St. James, Hatcham, juntamente com sua escola, e All Saints, Hatcham Park). A referência mais antiga a Hatcham é o Domesday Book de 1086 como Hacheham. Foi realizada pelo bispo de Lisieux do bispo de Bayeux. De acordo com a entrada no Domesday Book os bens de Hatcham eram: 3 peles; 3 arados, 6 acres (24 000 m2) de prado, bosque no valor de 3 porcos e renderam £2.
Os dízimos de Hatcham foram pagos à Abadia de Bermondsey de 1173 até a dissolução dos mosteiros. Uma série de indivíduos então detinha terras localmente antes que a mansão fosse comprada no século 17 pela Haberdashers' Company, uma rica empresa de pintura que foi fundamental para o desenvolvimento da área no século 19. Telegraph Hill foi por muitos anos coberto por jardins de mercado também de propriedade da Worshipful Company of Haberdashers. Até a criação do Conselho do Condado de Londres em 1889, a área fazia parte dos condados de Kent e Surrey.
Acredita-se que New Cross tenha tomado seu nome de uma casa de treinamento originalmente conhecida como Golden Cross, que ficava perto do atual pub New Cross House. O diarista John Evelyn, que vivia em Deptford, escreveu em 1675 que conheceu um amigo em "New Crosse" em seu ônibus antes de viajar por Kent e depois para a França.
No final do século 19, a área tornou-se conhecida como New Cross Tangle por conta de suas numerosas linhas ferroviárias, oficinas e duas estações - ambas originalmente chamadas de New Cross (uma foi mais tarde renomeada New Cross Gate).
A Hatcham Iron Works, em Pomeroy Street, foi uma importante fábrica de locomotivas a vapor, palco de um amargo confronto em 1865 entre seu gerente, George England, e os trabalhadores. O Comitê de Greve se reuniu no pub Crown and Anchor em New Cross Road, agora o local do restaurante chinês da cidade de Hong Kong. A casa de George England, Hatcham Lodge, é agora 56 Kender Street.
A garagem de ônibus New Cross foi anteriormente o maior depósito de bondes em Londres, inaugurado em 1906. Durante a Greve Geral de 1926 em apoio aos mineiros, os grevistas foram trazidos para dirigir bondes do depósito. Em 7 de maio, cargas de cassetete da polícia foram lançadas para limpar uma multidão de 2 a 3.000 piquetes que bloqueavam a entrada (relatada como "Rowdyism in New Cross" pelo Kentish Mercury).
O último bonde de Londres, em julho de 1952, ia de Woolwich a New Cross. Foi conduzido por enormes multidões, chegando finalmente ao seu destino na madrugada de 6 de julho. 
Em 25 de novembro de 1944, um foguete V-2 explodiu na loja Woolworths em New Cross Road (no local mais tarde ocupado por um supermercado da Islândia), 168 pessoas morreram e 121 ficaram gravemente feridas. Foi o bombardeio em V mais devastador de Londres de toda a guerra. Em 25 de novembro de 2009, uma nova placa comemorativa foi inaugurada no local pelo prefeito de Lewisham, marcando o 65º aniversário da explosão.

Em 13 de agosto de 1977, a área viu a chamada Batalha de Lewisham, durante a qual a Frente Nacional Britânica, de extrema direita, foi derrotada por militantes antifascistas e pela população local.